# 津利
津利，Gimle。古北歐語：Gimlé。在北歐神話中，可能是指一座山的名字或是一座大廳。其位置在神之國──阿斯嘉特（Asgard）的南邊。

在《新埃達》中指出，這是一座閃耀的宮殿，它有黃金的屋頂，比太陽更加耀眼。當「諸神的黃昏」發生之後，大火燒毀了整個世界及舊有的天堂（即瓦爾哈拉），僅剩的神祇回到以前神之國的故地，看到津利大廳依然聳立，於是在此創建的第二代的阿斯嘉特，永遠統治著新世界。